# Cynomops greenhalli
Cynomops greenhalli је врста сисара из реда слепих мишева и породице Mormoopidae. 

## Распрострањење
Врста је присутна у Бразилу, Венецуели, Гвајани, Еквадору, Перуу, Суринаму, Тринидаду и Тобагу и Француској Гвајани.

## Станиште
Врста Cynomops greenhalli има станиште на копну.

## Угроженост
Ова врста није угрожена, и наведена је као последња брига јер има широко распрострањење.

### Популациони тренд
Популациони тренд је за ову врсту непознат.